# Atlanta Motor Speedway
Atlanta Motor Speedway (hasta 1990: Atlanta International Raceway) es un circuito oval situado en Hampton, Georgia, Estados Unidos, unos 30 km al sur de la ciudad de Atlanta. Fue inaugurado en el año 1960 como un óvalo de dos curvas y 1,5 millas (2400 metros) de longitud. Recibió una remodelación completa en 1997, de manera que la calle de boxes y línea de meta cambiaron de lado y la recta principal pasó a tener dos codos, que implicaron un aumento en su longitud a 1,54 millas (2.480 metros). Las instalaciones incluyen también un trazado mixto de 4 km y un óvalo chato de 0,25 millas (400 metros) entre la recta principal y la calle de boxes. El empresario Bruton Smith compró el circuito en el año 1990 y este forma parte de su empresa Speedway Motorsports desde 1995.
Debido al alto peralte de las curvas (24 grados), el óvalo de Atlanta fue históricamente uno de los más rápidos del calendario de la NASCAR Cup Series. Cuando los automóviles pasaron a equipar restrictores en la toma de aire en los circuitos de Daytona y Talladega, Atlanta pasó a ser la pista con mayor velocidad promedio del calendario.

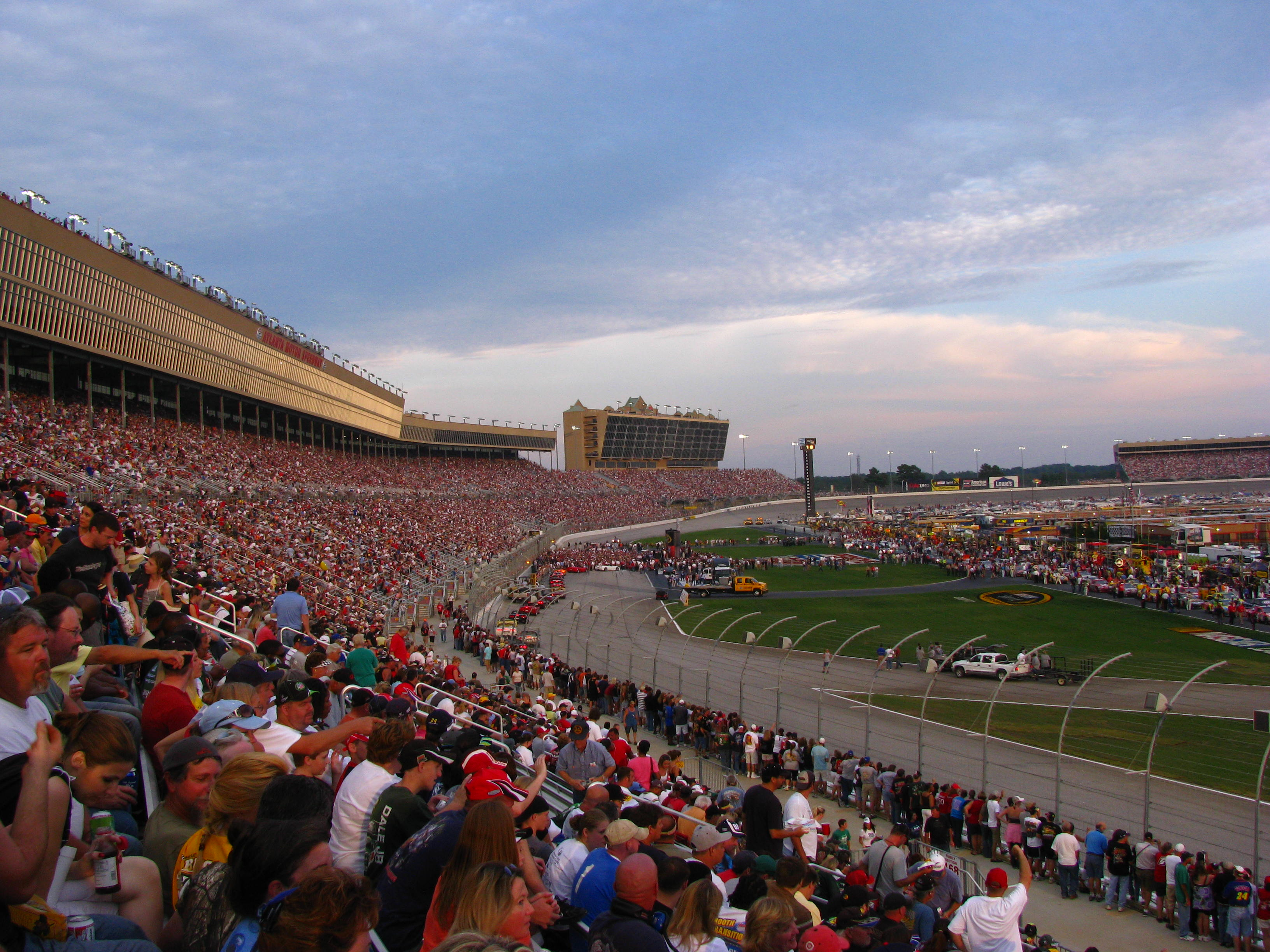
Vista del circuito.

Ese campeonato disputó dos carreras por año en Atlanta desde 1960 hasta 2010; desde 2011 lo visita una única vez. La primera de ellas tuvo desde la primera edición una duración de 500 millas (800 km), y se disputaba en la primavera boreal; su última edición fue en 2010. La segunda de ellas dura 500 millas desde 1967, y fue la última fecha del campeonato desde 1987 hasta 2000. En 2001, la carrera de la Copa NASCAR que iba a tener lugar el 16 de septiembre en New Hampshire fue aplazada para fines de noviembre debido a los atentados del 11 de septiembre de 2001, dejando a Atlanta como penúltima fecha. La fecha otoñal se disputó desde 2002 hasta 2008 en octubre. A partir de 2009, tiene lugar el día anterior al Labor Day, es decir a principios de septiembre.
La NASCAR Xfinity Series acompaña a la NASCAR Cup Series en una de sus fechas desde 1992: la primaveral hasta 2001 y la otoñal desde 2002. La NASCAR Truck Series visita Atlanta desde 2004; entre 2005 y 2008 tuvo una segunda fecha. La CART disputó en Atlanta dos fechas en 1979 y una desde 1981 hasta 1983. Por su parte, la IndyCar Series corrió allí entre 1998 y 2001. El Campeonato IMSA GT corrió en un trazado mixto por única vez en 1993.

## Récords de vuelta
- IndyCar Series: Billy Boat, agosto de 1998, 24.734 s, 224,145 mph (360,649 km/h)
- NASCAR Cup Series, Geoffrey Bodine, noviembre de 1997, 28.074 s, 197,478 mph (317,742 km/h)
- NASCAR Xfinity Series: Greg Biffle, 2003, 28.830 s, 192,300 mph (309,411 km/h)
- NASCAR Truck Series: Rick Crawford, 2005, 30.339 s, 182,735 mph (294,021 km/h)

## Ganadores recientes

### NASCAR
| Año  | Cup Series         | Cup Series      | Xfinity Series      | Truck Series         | Truck Series     |
| Año  | Primavera          | Otoño           | Xfinity Series      | Primera              | Segunda          |
| ---- | ------------------ | --------------- | ------------------- | -------------------- | ---------------- |
| 1990 | Dale Earnhardt     | Morgan Shepherd | -                   | -                    | -                |
| 1991 | Ken Schrader       | Mark Martin     | -                   | -                    | -                |
| 1992 | Bill Elliott       | Bill Elliott    | Jeff Gordon         | -                    | -                |
| 1993 | Morgan Shepherd    | Rusty Wallace   | Ward Burton         | -                    | -                |
| 1994 | Ernie Irvan        | Mark Martin     | Harry Gant          | -                    | -                |
| 1995 | Jeff Gordon        | Dale Earnhardt  | Johnny Benson       | -                    | -                |
| 1996 | Dale Earnhardt     | Bobby Labonte   | Terry Labonte       | -                    | -                |
| 1997 | Dale Jarrett       | Bobby Labonte   | Mark Martin         | -                    | -                |
| 1998 | Bobby Labonte      | Jeff Gordon     | Mark Martin         | -                    | -                |
| 1999 | Jeff Gordon        | Bobby Labonte   | Mike Skinner        | -                    | -                |
| 2000 | Dale Earnhardt     | Jerry Nadeau    | Mark Martin         | -                    | -                |
| 2001 | Kevin Harvick      | Bobby Labonte   | Joe Nemechek        | -                    | -                |
| 2002 | Tony Stewart       | Kurt Busch      | Jamie McMurray      | -                    | -                |
| 2003 | Bobby Labonte      | Jeff Gordon     | Greg Biffle         | -                    | -                |
| 2004 | Dale Earnhardt Jr. | Jimmie Johnson  | Matt Kenseth        | Bobby Hamilton       | -                |
| 2005 | Carl Edwards       | Carl Edwards    | Carl Edwards        | Ron Hornaday         | Kyle Busch       |
| 2006 | Kasey Kahne        | Tony Stewart    | Jeff Burton         | Todd Bodine          | Mike Bliss       |
| 2007 | Jimmie Johnson     | Jimmie Johnson  | Jeff Burton         | Mike Skinner         | Kyle Busch       |
| 2008 | Kyle Busch         | Carl Edwards    | Matt Kenseth        | Kyle Busch           | Ryan Newman      |
| 2009 | Kyle Busch         | Kasey Kahne     | Kevin Harvick       | Kyle Busch           | -                |
| 2010 | Kurt Busch         | Tony Stewart    | Jamie McMurray      | Kevin Harvick        | -                |
| 2011 | -                  | Jeff Gordon     | Carl Edwards        | -                    | Ron Hornaday Jr. |
| 2012 | -                  | Denny Hamlin    | Ricky Stenhouse Jr. | -                    | Ty Dillon        |
| 2013 | -                  | Kyle Busch      | Kevin Harvick       | -                    | -                |
| 2014 | -                  | Kasey Kahne     | Kevin Harvick       | -                    | -                |
| 2015 | Jimmie Johnson     |                 | Kevin Harvick       | Matt Crafton         | -                |
| 2016 | Jimmie Johnson     | -               | Kyle Busch          | John Hunter Nemechek | -                |
| 2017 | Brad Keselowski    | -               | Kyle Busch          | Christopher Bell     | -                |
| 2018 | Kevin Harvick      | -               | Kevin Harvick       | Brett Moffitt        | -                |
| 2019 | Brad Keselowski    | -               | Christopher Bell    | Kyle Busch           | -                |
| 2020 | Kevin Harvick      | -               | A. J. Allmendinger  | Grant Enfinger       | -                |

### CART e IndyCar Series
| Año            | Piloto                             | Automóvil          | Equipo        |
| CART           | CART                               | CART               | CART          |
| -------------- | ---------------------------------- | ------------------ | ------------- |
| 1979 I         | Johnny Rutherford (ambas carreras) | McLaren Cosworth   | Bruce McLaren |
| 1979 II        | Rick Mears                         | Penske Cosworth    | Penske        |
| 1981           | Rick Mears (ambas carreras)        | Penske Cosworth    | Penske        |
| 1982           | Rick Mears                         | Penske Cosworth    | Penske        |
| 1983           | Gordon Johncock                    | Wildcat Cosworth   | Patrick       |
| IndyCar Series |                                    |                    |               |
| 1998           | Kenny Bräck                        | Dallara Oldsmobile | A.J. Foyt     |
| 1999           | Scott Sharp                        | Dallara Oldsmobile | Kelley        |
| 2000           | Greg Ray                           | Dallara Oldsmobile | Menard        |
| 2001           | Greg Ray                           | Dallara Oldsmobile | Menard        |